# Knurów (stacja kolejowa)
Knurów – stacja kolejowa w Knurowie, w województwie śląskim, w Polsce.
24 czerwca 2000 roku zlikwidowano połączenie Zabrze Makoszowy – Leszczyny, na trasie którego była stacja Knurów. Stacja została reaktywowana 9 grudnia 2018 roku wraz z nowym połączeniem z Gliwic do Wisły Głębce.

## Ruch pasażerski
| Rok  | Wymiana pasażerska na dobę |
| ---- | -------------------------- |
| 2017 | –                          |
| 2022 | 0-9                        |